# Mochy
Mochy – wieś w Polsce położona w województwie wielkopolskim, w powiecie wolsztyńskim, w gminie Przemęt.
Przy skrzyżowaniu głównych dróg kapliczka z rzeźbą MB Wieleńskiej. Przy innym skrzyżowaniu pomnik upamiętniający powstańców wielkopolskich. Na zachód od wsi położone jest Jezioro Mochyńskie.

## Historia
Miejscowość pierwotnie związana była z Wielkopolską. Ma metrykę średniowieczną i istnieje co najmniej od początku XIII wieku. Notowana w 1210 pod nazwą Mochi, 1290 Moch, 1370 Mochy, 1379 Moch, 1424 Moche.
Okolice miejscowość były zasiedlone jednak wcześniej niż zachowne zapisy historyczne. Archeolodzy odnaleźli w żwirowisku ślady osad z X-XIII wieku oraz na obszarze nadleśnictwa z VII-X wieku. Na wzgórzu w okolicy Moch znaleziono też naczynie z X-XIII wieku. Domniemane grodzisko wklęsłe okazało się jednak naturalną formą terenową.
Miejscowość początkowo była własnością książęcą, a następnie w wyniku darowizny stała się uposażeniem opactwa cystersów w Wieleniu, a po jego przeniesieniu, w Przemęcie..
Stara osada założona została na prawie polskim. Powstała przy przejściu traktu za Śląska przez bagna obrzańskie. Wzmiankowana po raz pierwszy jako Mochi w dokumencie księcia wielkopolskiego Władysława Odonica z 1210 dla cystersów z Pforty. Książę uwolnił nadane cystersom dobra od wszelkich powinności prawa polskiego. Fundacja ta jednak nie została zrealizowana. Od 1290 z nadania księcia wielkopolskiego Przemysła II własność cystersów z Kaszczoru, potwierdzona w 1370 i 1533.
W 1370 król polski Kazimierz III Wielki potwierdził dobra klasztoru w Wieleniu, w tym m.in. Mochy, Kaszczor zwany wówczas Ptowo oraz Łupicę. W latach 1445–1567 Mochy wraz zokolicznymi wsiami znajdowało się w dobrach opactwa przemęckiego. W 1533 król polski Zygmunt I Stary potwierdził dobra klasztoru w Przemęcie, w tym m.in. Mochy, Kaszczor (Ptowo oraz Stary Klasztor).
Według wzmianki zapisanej w XVII wieku we wsi w 1309 miały miejsce zaburzenia chłopskie. Miejscowi chłopi mieli podpalić dwór i spalić w nim opata wraz z mnichami. Wersja ta dominowała w okresie PRLu jednak zdania historyków na ten temat są podzielone. Kontrowersje związane są z interpretacją łacińskiego określenia laici jakiego na nazwanie podpalaczy użył autor siedemnastowiecznej notatki. Część historyków interpretuje termin laici wprost jako synonim słowa chłopi. Wykładnię taką podawał historyk T. Warmiński, a także "Urkundliche Geschichte des ehemaligen Cistercienser-Klosters zu Paradies" (niemieckie źródło z 1886) oraz polski historyk Gerard Labuda w "Zapisce o zaburzeniach chłopskich w dobrach klasztoru przemęckiego w roku 1309". Inaczej interpretował termin polski mediewista Józef Matuszewski w artykule "Laici - wspominki historyczne" zamieszczonym w czasopiśmie uniwersyteckim Acta Universitatis Lodziensis, który w terminie laici widzi raczej drobnych rycerzy z sąsiedztwa. XVII wieczna notatka stała się w okresie PRLu kanwą powieści Teodora Parnickiego Tylko Beatrycze z 1962, która w 1975 doczekała się adaptacji telewizyjnej.
W latach 1401–1417 wieś leżała w opolu przemęckim będącym reliktem przedpaństwowej wspólnoty rodowo-terytorialnej, które stały się w średniowieczu podokręgami kasztelanii. W 1530 leżała w powiecie kościańskim Korony Królestwa Polskiego. W 1581 miejscowość należała do parafii św. Piotra w Przemęcie, a w 1619 należała do parafii Kaszczor.
Wieś odnotowano również w historycznych rejestrach podatkowych. W 1530 odnotowany został we wsi pobór od 3 łanów. W 1563 pobrano podatki od 5 łanów, karczmy dorocznej oraz 3 komorników. W 1564 w Mochach odnotowano 2 łany i 10 prętów. W 1566 pobór od 3 łanów kmiecych, dwóch łanów sołeckich, karczmy dorocznej, 5 zagrodników z bydłem, dwóch rzemieślników, dwóch kuczników czyli w staropolskim – chałupników. W 1571 pobór odbył się od 2,5 łanów kmiecych, dwóch łanów sołeckich, karczmy dorocznej, 6 zagrodników, rybaka oraz jednego rzemieślnika. W 1581 pobrano podatki od 4 łanów, 4 zagrodników, dwóch komorników, najemnego robotnika zwanego ratajem, rzemieślnika oraz rybaka.
Wieś duchowna, własność opata cystersów w Przemęcie pod koniec XVI wieku leżała w powiecie kościańskim województwa poznańskiego w Rzeczypospolitej Obojga Narodów.
W wyniku II rozbioru Rzeczypospolitej w 1793, miejscowość przeszła w posiadanie Prus i jak cała Wielkopolska znalazła się w zaborze pruskim. W okresie Wielkiego Księstwa Poznańskiego (1815–1848) miejscowość wzmiankowana jako Mochy należała do wsi większych w ówczesnym powiecie babimojskim rejencji poznańskiej. Mochy należały do kaszczorskiego okręgu policyjnego tego powiatu i stanowiły część majątku Kaszczor, który należał wówczas do rządu Królestwa Prus w Berlinie. Według spisu urzędowego z 1837 roku Mochy liczyły 747 mieszkańców, którzy zamieszkiwali 92 dymy (domostwa). W okresie międzywojennym w miejscowości stacjonowała placówka 17 batalionu celnego, a później  placówka Straży Granicznej I linii „Mochy”.
W latach 1954–1972 wieś należała i była siedzibą władz gromady Mochy. W latach 1973–1976 miejscowość była siedzibą gminy Mochy. W latach 1975–1998 miejscowość administracyjnie należała do województwa leszczyńskiego.
Miejscowy zbór Świadków Jehowy posiada w Mochach Salę Królestwa.